# Xaniona fedtschenkoi
Xaniona fedtschenkoi är en insektsart som först beskrevs av Aleksey A. Zachvatkin 1947.  Xaniona fedtschenkoi ingår i släktet Xaniona och familjen dvärgstritar. Inga underarter finns listade i Catalogue of Life.